# Teodoro Obiang Nguema Mbasogo
Teodoro Obiang Nguema Mbasogo, ekvatorialnogvinejski politik, diktator, * 5. junij 1942, Acoacán, Španska Gvineja (sedaj Ekvatorialna Gvineja).
Vodja Ekvatorialne Gvineje je od strmoglavljenja prejšnjega diktatorja, njegovega strica Francisca Macíasa Ngueme leta 1979. Od leta 1982 ima naziv predsednika, s čimer ima najdaljši staž vodje s tem nazivom v vsej Afriki (45 let). Čeprav so se najhujši ekscesi stričeve vladavine končali, tudi njega človekoljubne organizacije označujejo za enega najgrozovitejših diktatorjev celine. V državi ima, kljub načelni demokratični ureditvi, praktično neomejeno moč. 20. novembra  2022 je bil izvoljen v nov mandat s 97 % glasov na volitvah.

## Življenjepis
Rodil se je v provinci Mongomo na vzhodu države, takrat španske kolonije, kot nečak kasnejšega diktatorja Macíasa Ngueme. Po osnovnem šolanju se je vpisal na vojaško akademijo v Španiji in ob vrnitvi leta 1965 postal poročnik teritorialne straže. Ko je njegov stric leta 1968 prevzel oblast, je postal vojaški guverner otoka Bioko. Poleg tega je deloval kot direktor zloglasnega zapora Črna plaža (Playa Negra), kamor je oblast zapirala politične zapornike in jih mučila. Do leta 1975 je napredoval do čina podpolkovnika in položaja predsednikove desne roke ter, v praksi, poveljnika oboroženih sil.
Macías Nguema, čigar vladavina je bila ena najbrutalnejših v sodobni zgodovini Afrike, je sčasoma postal izrazito nepredvidljiv in paranoičen; poleti 1979 je pobil nekaj poveljnikov narodne garde, ker so se mu pritožili glede plače, med njimi Teodorovega brata. Obiang Nguema Mbasogo se je ob tem zavedel, da je celo kot član ožjega družinskega kroga v nevarnosti, zato je zbral podpornike in strmoglavil strica v državnem udaru 3. avgusta 1979.
Ob prevzemu oblasti je obljubil izboljšanje razmer za ljudstvo. Normaliziral je odnose s Španijo in Rimskokatoliško cerkvijo, pomilostil politične zapornike, povabil izgnance nazaj v domovino ter leta 1980 znova vzpostavil ustavo in napovedal svobodne volitve. Vendar so bile spremembe predvsem površinske; kratenje človekovih pravic političnih nasprotnikov se je nadaljevalo, kot tudi dominacija njegovega klana v državni politiki. Njegova stranka, Demokratska stranka Ekvatorialne Gvineje, ima praktično popoln nadzor v parlamentu, kljub temu, da so večstrankarske parlamentarne volitve dovoljene od leta 1983. Njegova vlada aktivno onemogoča opozicijo tudi na predsedniških volitvah, kjer Obiang Nguema Mbasogo redno prejema ogromno večino glasov.
Kritike njegove vladavine v mednarodni politiki so kljub temu pretežno neslišne, predvsem od leta 1995, ko so bile v morju blizu obale Bioka odkrite ogromne zaloge nafte, ki jih zdaj izkoriščajo ameriške korporacije. Ameriška vlada zato z njim vzdržuje prijateljski odnos. Komentatorji so zapisali, da Obiang Nguema Mbasogo vodi državo kot svojo osebno last in tudi velika večina naftnih prihodkov se steka na družinske račune v tujini, medtem ko v Ekvatorialni Gvineji vlada huda revščina. V javnost je nekoč prišel podatek, da je na njegovih računih v washingtonski banki Riggs 700 milijonov USD. Izbruhnil je škandal, po katerem se denar zdaj steka na račune Centralne banke Srednje Afrike, vendar predsednik ohranja nadzor nad večjo količino denarja na svojih drugih računih v tujini. Zdi se, da poleg tveganja atentata (v 1980. letih je preživel več poskusov) njegovo vladavino najbolj ogrožajo njegove težave s prostato, zaradi katerih se redno zdravi v ZDA, saj je zdravstveni sistem v Ekvatorialni Gvineji skoraj neobstoječ.
Njegov sin Teodoro Nguema Obiang Mangue se pogosto omenja kot njegov naslednik. Uradno ima funkcijo ministra za kmetijstvo in gozdarstvo, v mednarodni javnosti pa ima predvsem sloves plejboja in zapravljivca, ki večino časa preživi v ZDA in Evropi ter rad kupuje prestižne dobrine (vile, jahte, umetnine, avtomobile itd.). V več državah ga preiskujejo zaradi domnev o finančnih manipulacijah.